# Xanthia cypreago
Xanthia cypreago là một loài bướm đêm trong họ Noctuidae.